# Ferdinand Oyono
Ferdinand Léopold Oyono (Ngoulemakong, 14 de setembro de 1929 — Yaoundé, 10 de junho de 2010) foi um escritor e diplomata camaronês em língua francesa.
Formou-se num instituto de Yaundé e foi viver em Paris. Ingressou no corpo diplomático de Camarões onde teve diversos postos. Em 1998 nomearam-no ministro da Cultura. Enquanto esteve hospedado em Paris escreveu duas novelas de corte anticolonialista, e uma crítica e brilhante sátira ao colonialismo europeu.

## Obras selecionadas
- Uma Vida de Boy - no original Une vie de boy (1956)
- O Velho Preto e a Medalha - no original Lhe Vieux Nègre et a médaille (1956)
- Chemin d'Europe (1960)